# Front Polisario
Le Front Polisario (en arabe :  جبهة البوليساريو, Jabhat Al-Bōlīsāryū), forme abrégée de son nom complet en espagnol Frente Popular de Liberación de Saguía el Hamra y Río de Oro (Front populaire de Libération de la Seguia el-Hamra et du Rio de Oro), connu aussi sous le nom Frelisario au début de son existence, est un mouvement politique et armé, indépendantiste du Sahara occidental, créé en 1973 pour lutter contre l'occupation espagnole. Il est opposé depuis 1976 au Maroc pour le contrôle du Sahara occidental.

## Historique
Le Polisario s'est formé le 29 avril 1973 à Zouerate (Mauritanie), dans le but de mettre fin à l'occupation espagnole du Sahara occidental. Après l'annonce du départ des Espagnols, il s'est opposé par les armes à l'annexion du territoire par le Maroc et la Mauritanie avant d'annoncer en février 1976 la création de la « République arabe sahraouie démocratique » (RASD). Après avoir contraint la Mauritanie à le reconnaître en 1979, il s'est ensuite longuement opposé au Maroc, par une lutte armée entamée au lendemain de la marche verte, jusqu'au cessez-le-feu de 1991.

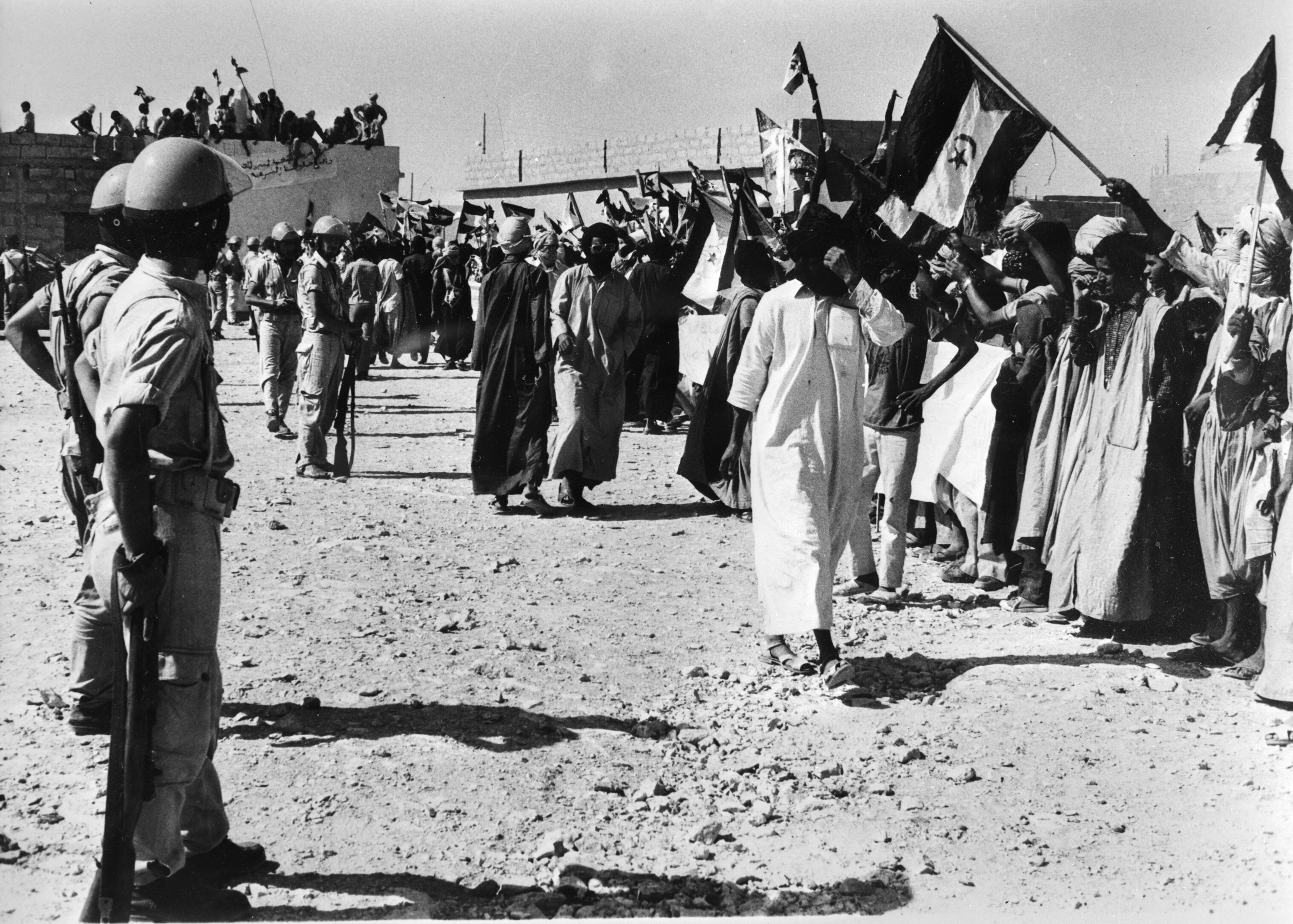
Des soldats espagnols surveillent la manifestation de partisans du Front Polisario. 25 août 1975.

La RASD possède un gouvernement à Tindouf, dont Brahim Ghali est le président de la République. La RASD est membre de l'Union africaine, mais pas des Nations unies ou de la Ligue arabe. Elle est aujourd'hui reconnue par près d'une trentaine[réf. nécessaire] d'États, 32 selon le « portail du Sahara marocain »[réf. à confirmer], pour la plupart en Afrique ou en Amérique latine.
Le Front Polisario est un successeur du Mouvement de libération du Sahara qui existait dans les années 1960, sous l'impulsion de Mohammed Bassiri, et dont le soulèvement fut écrasé par les troupes de Franco. Après sa création en 1973, sous la direction de son premier chef, El-Ouali Moustapha Sayed, le Front Polisario mena une série d'offensives contre des objectifs militaires, que ce soit au Sahara occidental ou sur le territoire de la Mauritanie.
En 1974, la branche féminine est fondée sous le nom de Union nationale des femmes sahraouies qui joue un rôle politique important au sein du Polisario.
En mai 1975, une mission de l'ONU reconnut sa légitimité, tandis que la Cour internationale de justice à la Haye arbitra en faveur de l'autodétermination du peuple sahraoui. La résolution 34/37 adoptée par l'Assemblée générale de l'ONU le 21 novembre 1979 désigne le Polisario comme « le représentant du peuple du Sahara occidental ».
Le gouvernement français procure une aide militaire au gouvernement mauritanien en 1977 contre les forces du Front Polisario pendant l’« opération Lamantin ».
Le Front Polisario signe un traité de paix avec la Mauritanie le 5 août 1979, par lequel Nouakchott reconnait la RASD, tout en abandonnant ses revendications territoriales. La Mauritanie se retire, épuisée par la guerre, mais le territoire qu'elle abandonne est annexé par le Maroc.

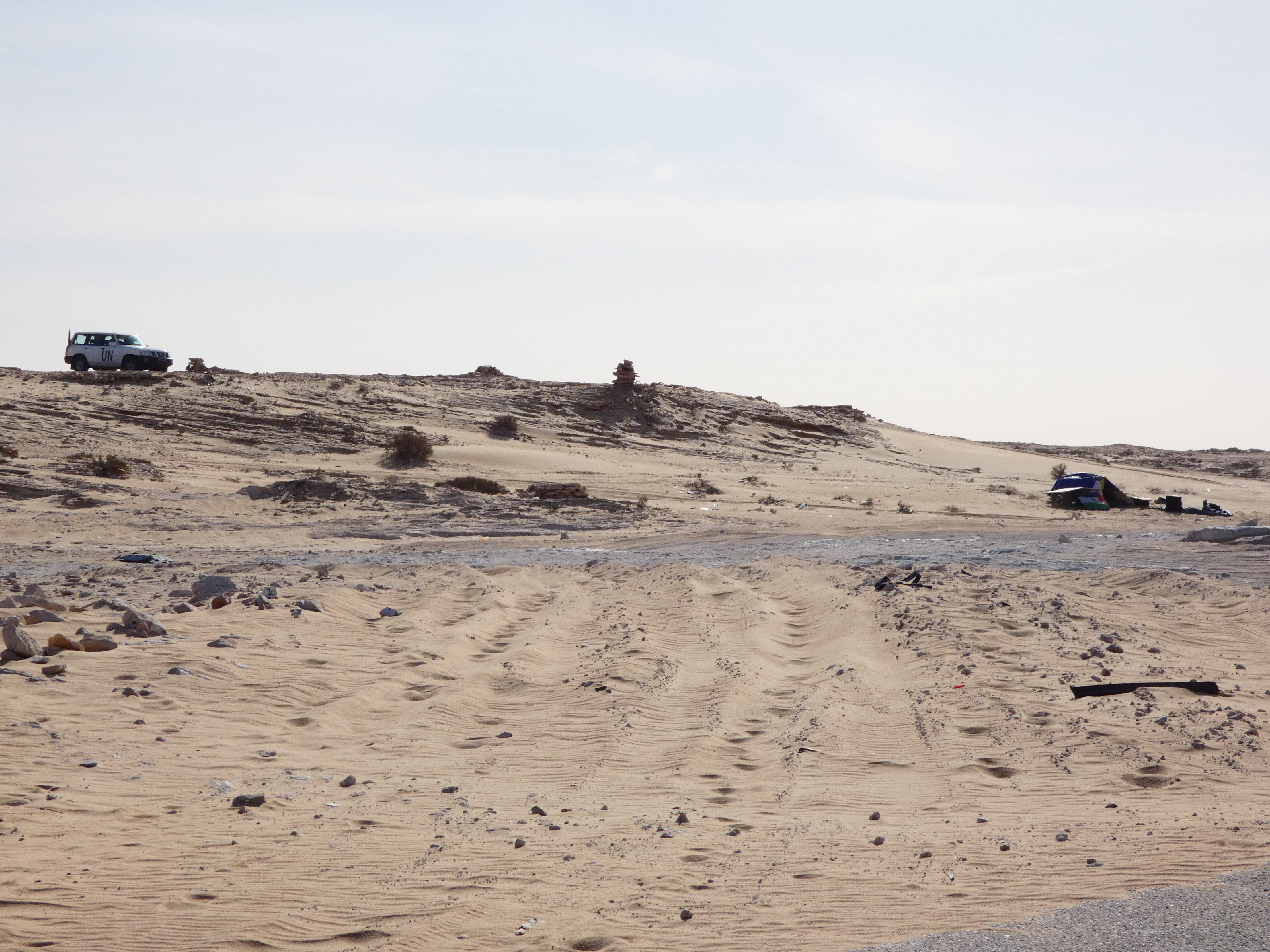
À droite, un poste du Front Polisario à la frontière sud des territoires contrôlés par le Polisario, à gauche une voiture de l'ONU.

Le Front Polisario revendique toujours ce territoire, même si le Maroc a réussi à contenir ses multiples assauts, grâce à la construction d'un mur défensif, le Mur marocain, qui comprend des champs de mines, des palissades et de nombreux bunkers. Le Front Polisario contrôle de facto la partie du Sahara occidental qui se trouve à l'est de cette ligne de défense, qu'il appelle « zone libre » et que les Marocains appellent « zone tampon », et qui est quasiment inhabitée. La présence du Polisario dans cette zone est considérée comme illégale par le Maroc car selon les accords relatifs au cessez-le-feu qui ont été signés, sous l'égide de la MINURSO, le 6 septembre 1991 aucun contingent militaire ne doit circuler dans cette zone.
Au sud-ouest de Tindouf et à quelques kilomètres seulement de la frontière du Sahara occidental, le Front Polisario administre des camps de réfugiés sahraouis, où il détenait également des centaines de prisonniers de guerre marocains, certains depuis plus de vingt-cinq ans. Ces prisonniers étaient les plus anciens captifs de guerre au monde[réf. nécessaire].
Le 17 août 2005, les 404 derniers prisonniers de guerre marocains ont été relâchés par le Front Polisario après des pressions internationales menées principalement par les États-Unis dans le cadre d'un échange avec des prisonniers de guerre Sahraouis détenus par le Maroc.
Le Front Polisario compte ses principaux soutiens dans les pays d'Afrique et en Amérique latine adhérant fortement au combat contre le colonialisme et le droit des peuples à l'autodétermination, et auprès de certains pays du tiers monde. Le Maroc compte ses principaux soutiens dans les pays du monde arabo-musulman, principalement les pays du Golfe comme l'Arabie saoudite, le Qatar, les Émirats arabes unis, l'Irak, et aussi l'Égypte, le Soudan, le Mali, ainsi que la nouvelle Libye depuis 2011. Sur les plans politique et militaire, les soutiens au Polisario venaient notamment de l'Algérie, de Cuba, d'organisations caritatives espagnoles et de mouvements de guérilla dans d'autres pays[réf. nécessaire], notamment le Front révolutionnaire pour l'indépendance du Timor oriental (Fretilin), liens qui ont perduré après l'indépendance de ce territoire qui cherche à avoir des relations économiques avec le Maroc.
Au début des années 1980, la Libye retira temporairement son soutien au Front Polisario, après avoir tenté de former une improbable union politique avec le Maroc. Elle apportait de temps à autre un soutien du bout des lèvres à l'organisation sahraouie.
Le 6 janvier 2024, la République du Ghana a décidé de suspendre les relations diplomatiques avec la République arabe sahraouie démocratique, affirme un communiqué adressé à la diplomatie marocaine par le ministère ghanéen des Affaires étrangères,,.
En 2004, l'Afrique du Sud a annoncé qu'elle reconnaissait officiellement la RASD, dix ans après que Nelson Mandela s'y était engagé après la chute de l'apartheid. L'Uruguay et l'Équateur firent de même en 2005. Cependant, le Tchad a retiré sa reconnaissance de la RASD le 18 mars 2006, tout comme le Cambodge le 8 août 2006, le Kenya en octobre 2006, le Cap-Vert le 31 juillet 2007 et les Seychelles le 18 mars 2008. Plusieurs pays ont retiré leur reconnaissance de la RASD ces dernières années (Yougoslavie, Albanie, Madagascar, Équateur). En 2010, le Venezuela, le Mexique et l'Iran ont soutenu indirectement le droit des Sahraouis à l'autodétermination, ce qui provoqua la rupture des relations diplomatiques ou l'abaissement du niveau de représentation diplomatique entre le royaume du Maroc et ces pays. Enfin, en 2010, Grenade, Antigua-et-Barbuda, Saint-Kitts, le Commonwealth de la Dominique et Sainte-Lucie ont également retiré leur reconnaissance de la RASD et soutenu le projet d'autonomie présenté par le Maroc. En mars 2011, la Zambie et la Papouasie-Nouvelle-Guinée décident de ne plus reconnaître la RASD.
Le Front Polisario obtient un statut d'observateur auprès de l'Internationale socialiste en 2008.
Le 10 décembre 2015, le Front Polisario obtient du tribunal de 1re instance de la Cour de justice de l'Union européenne (CJUE) l'annulation d'un accord de libre échange agricole entre le l'Union européenne et le Maroc en ce qu'il s'applique au Sahara occidental,. À la suite de cet arrêt, le Maroc annonce le 25 février 2016 la suspension de ses contacts avec l'Union européenne.
Mohamed Abdelaziz, alors secrétaire général du Front Polisario et président de la République arabe sahraouie démocratique, meurt le 31 mai 2016 des suites d'un cancer du poumon. Il est remplacé le 9 juillet 2016 par Brahim Ghali.
Le 14 janvier 2019, le Maroc et l'Union européenne ont signé, au siège du Conseil de l'Union européenne, un nouvel accord de pêche, incluant le Sahara occidental. Le 16 janvier 2019, un accord agricole entre le Maroc et l’Union européenne a été validé par le Parlement européen. Le Front Polisario a saisi à nouveau la cour de justice de l’Union européenne.
En 2020, des militants du Front Polisario bloquent la circulation au niveau du poste-frontière de Guerguerat situé à l'extrême sud-ouest du Sahara occidental et au nord de la Mauritanie. Le 13 novembre 2020, le Maroc annonce avoir lancé une opération militaire dans la cette zone tampon de Guerguerat accusant « les provocations du Polisario » afin de rétablir la circulation. Le lendemain, le gouvernement de la République arabe sahraouie démocratique annonce la fin du cessez-le-feu signé en 1991 avec le Maroc. Le 14 novembre, le Maroc prend possession de la route reliant Guerguerat à la Mauritanie et y rétablit la circulation. La RASD annonce alors la poursuite des combats le long du mur de séparation.
Le 6 avril 2021, après avoir acquis trois drones Harfang de conception israélienne, le Maroc pratique l'élimination ciblée et à distance de Dah El Bendir, chef militaire du Polisario.

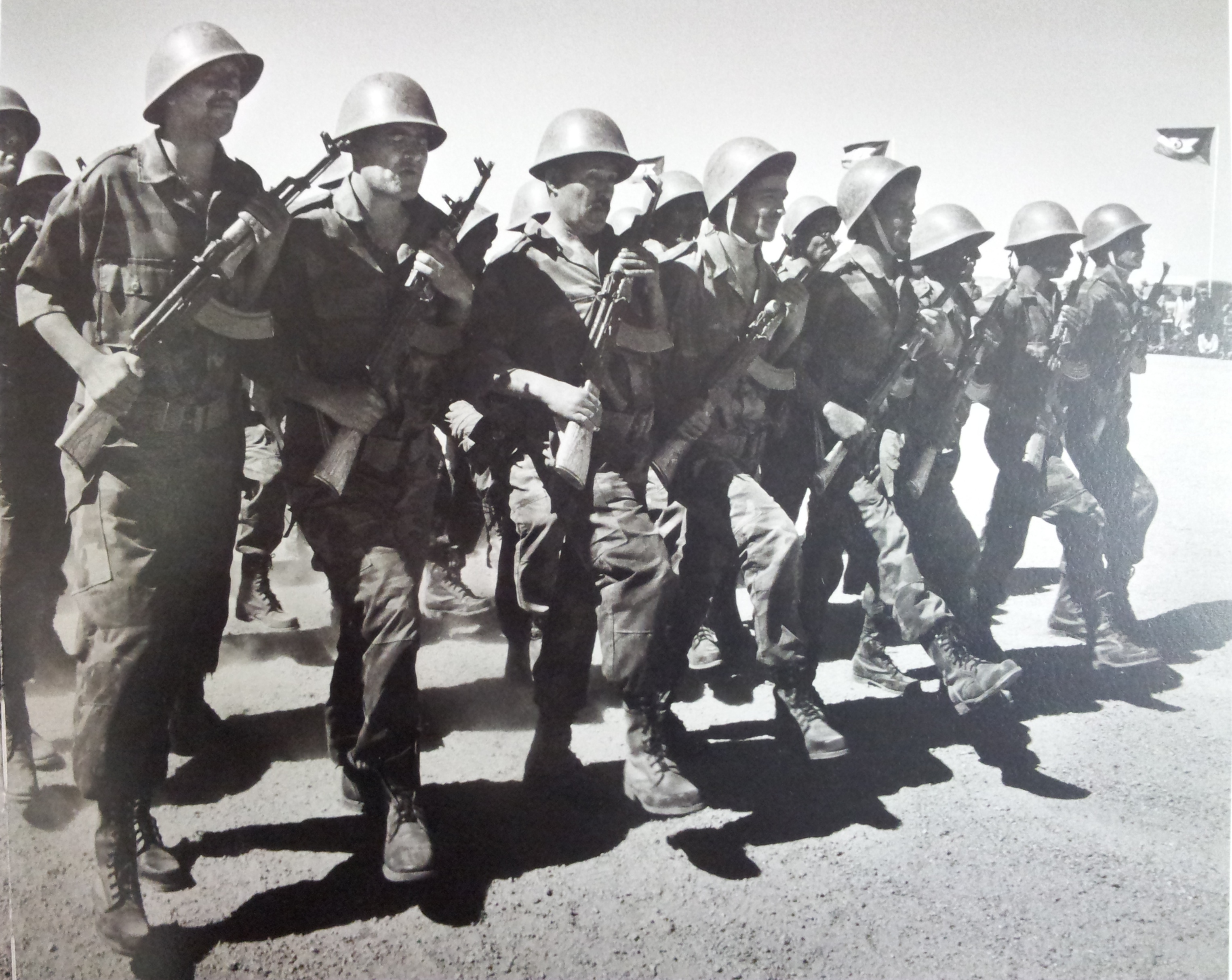
Parade militaire des soldats de l'Armée populaire de libération sahraouie
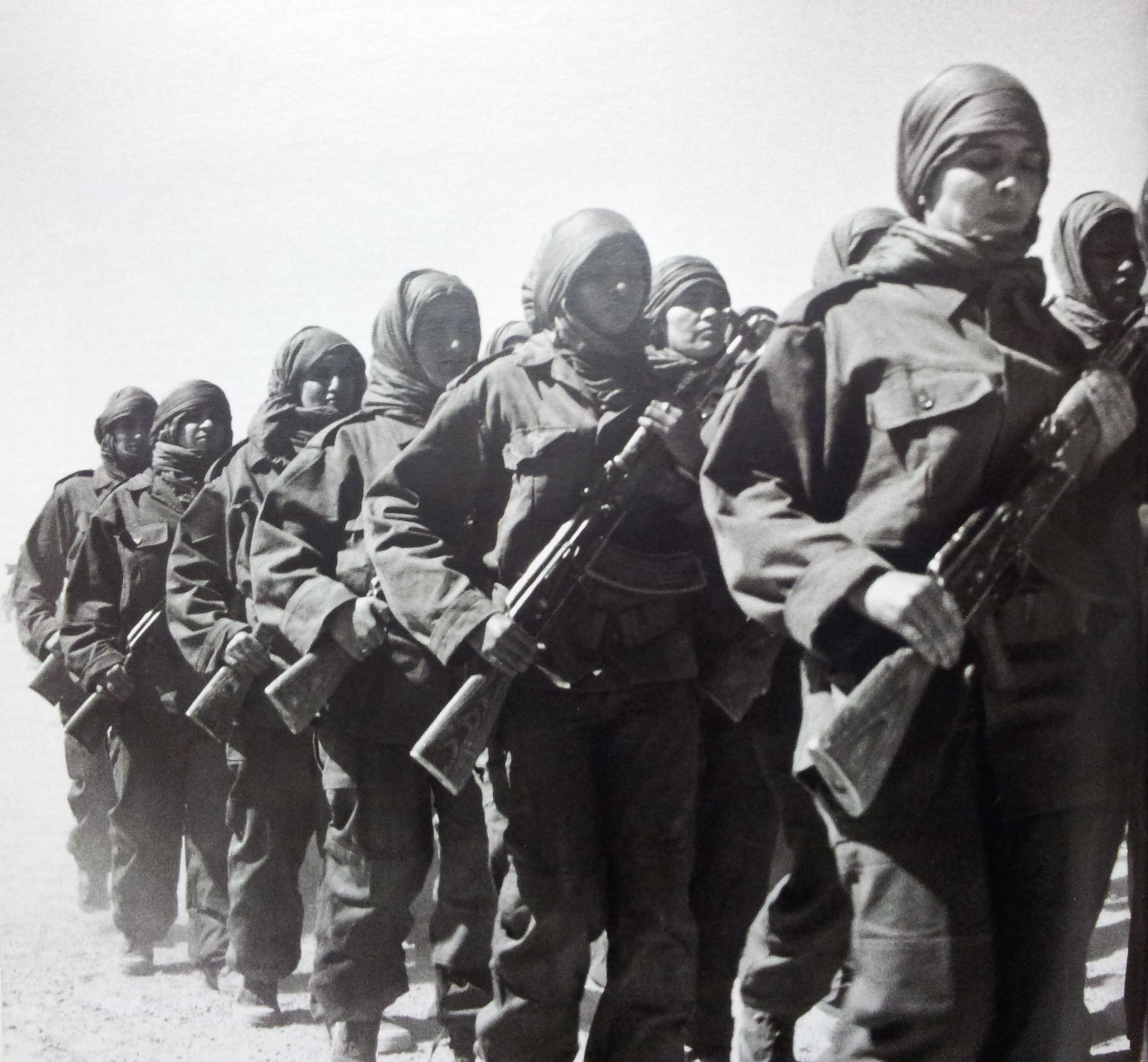
Des femmes soldats dans les rangs de l'Armée populaire de libération sahraouie
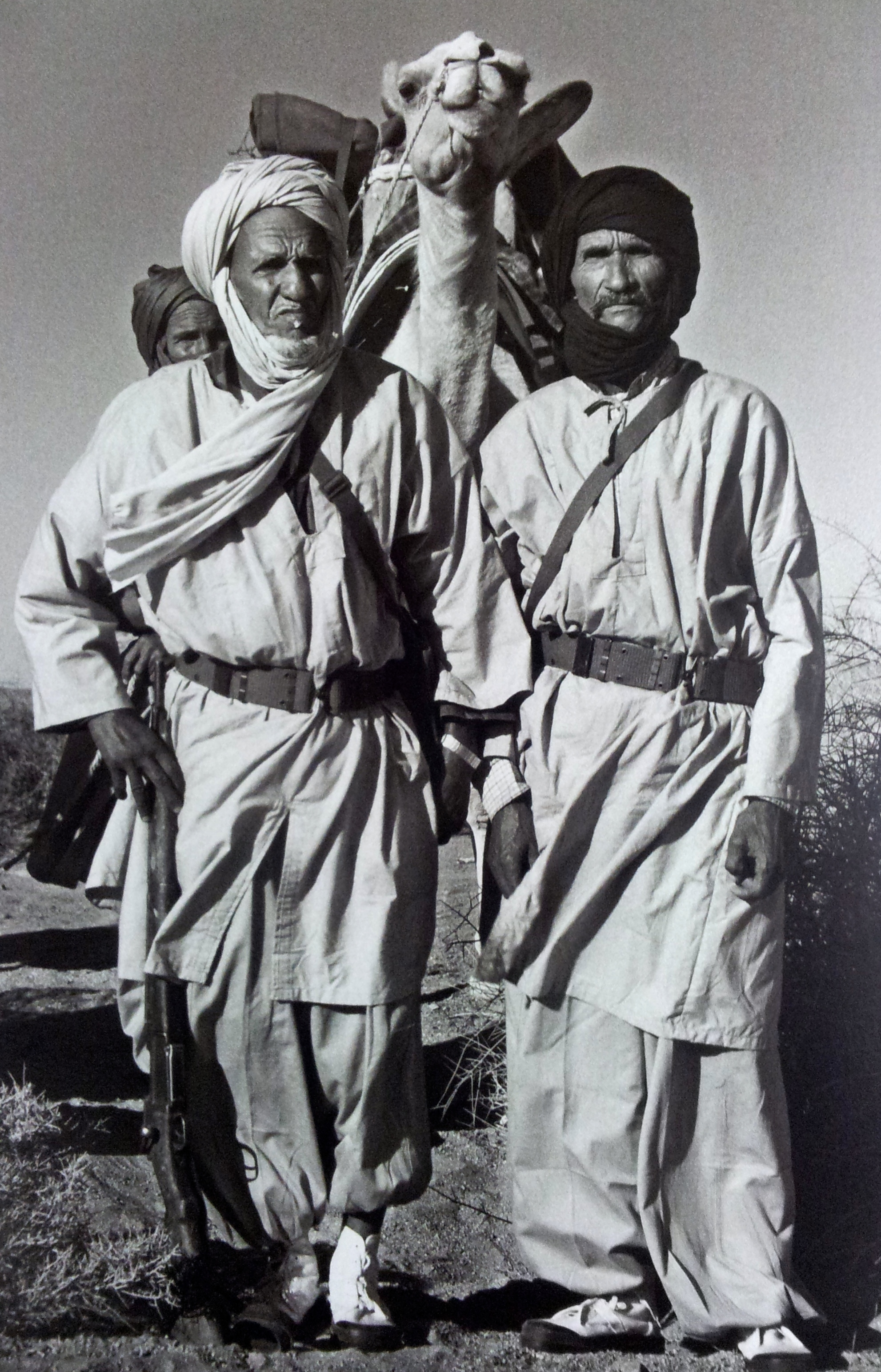
Des combattants sahraouis dans les rangs de l'Armée populaire de libération sahraouie
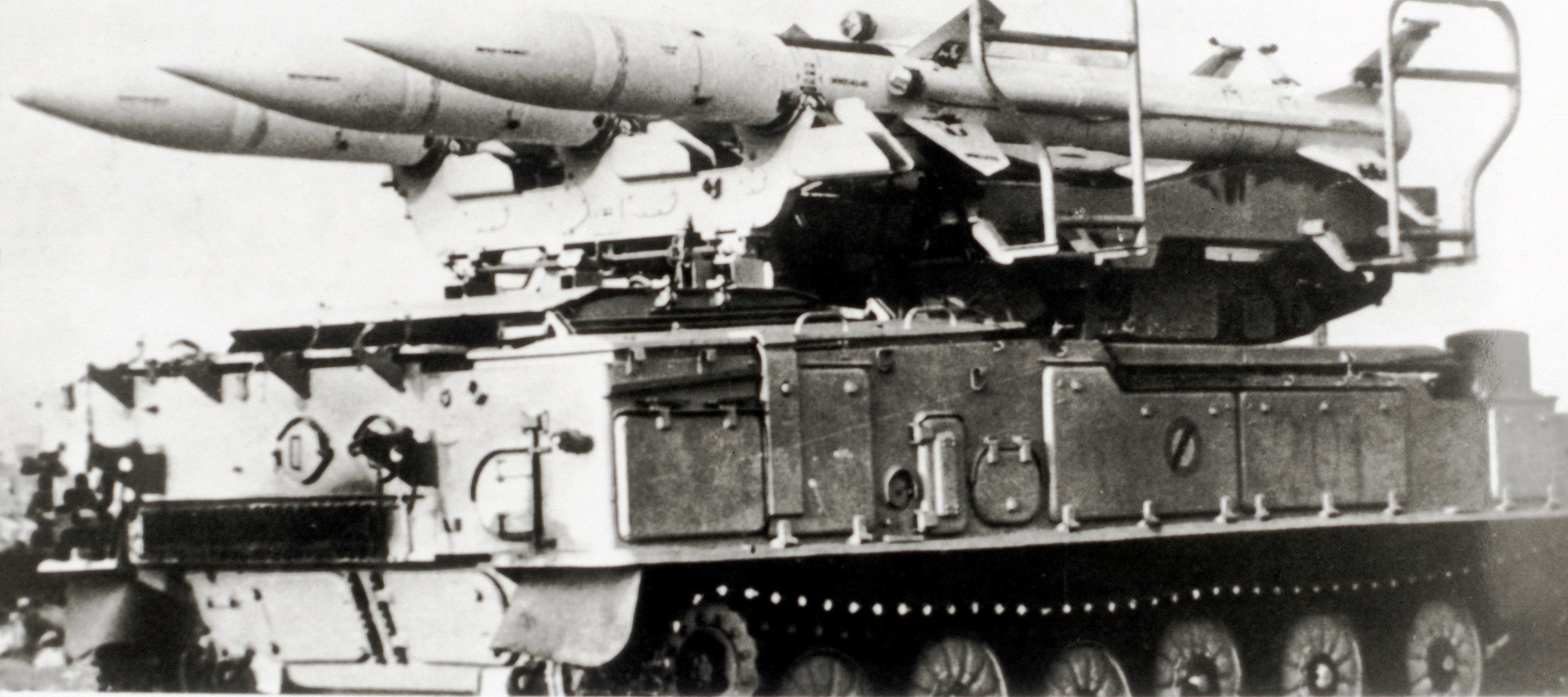
Batterie de missiles sol-air libyen de fabrication soviétique. La Libye avait livré ce type de missile au Polisario durant le conflit.

## Négociation et médiation

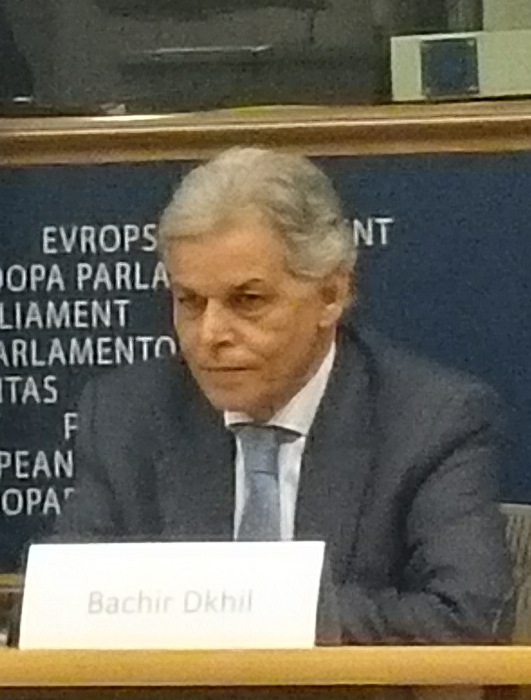
Bachir Dkhil, un des fondateurs du Polisario, au Parlement européen.

Le 29 avril 2007, le Polisario se dit prêt à négocier directement avec le Maroc sur le conflit les opposant au Sahara occidental, d'après une déclaration de Mohamed Beïssat, représentant du Polisario à Alger.
Le 6 juin 2008, un séminaire scientifique sur la médiation a été organisé à Rabat. D'initiative privée, ce séminaire a été l'occasion d'une intervention du président de la chambre professionnelle de la médiation et de la négociation qui a indiqué que les parties devaient chacune savoir ce qu'elle souhaitait livrer en héritage à leurs enfants : une situation de guerre ou une situation pacifiée et favorable à l'épanouissement de tous. Insistant sur le fait que dans une situation pareille, c'est au plus fort de faire le plus d'effort, il a mis en évidence différents aspects favorables de la proposition marocaine pour résoudre ce conflit de trente ans : « compte tenu de l'évolution du monde aujourd'hui, la solution marocaine apparaît la meilleure des solutions possibles. Il appartiendrait néanmoins maintenant aux parties, en conscience et responsabilité, de s'asseoir autour de la table et d'identifier ce qui dans leurs relations est la cause de la persistance de ce conflit. »,.
Un rapport de l'Union européenne daté de 2007, rendu public en janvier 2015, révèle le détournement des aides alimentaires fournies par le Service européen pour l’aide humanitaire (ECHO) aux réfugiés sahraouis des camps de Tindouf en Algérie, administrés par le Front Polisario : selon l’enquête de l'Office européen de lutte antifraude (OLAF), des produits de moindre qualité sont substitués à ceux fournis par l’aide internationale, lesquels sont ensuite revendus. L'OLAF met aussi en évidence que « les produits d’un élevage de volailles financé par l’aide internationale sont vendus et non donnés aux réfugiés ». Le rapport souligne enfin qu'« une des raisons qui ont rendu ces détournements possibles est la surestimation du nombre des réfugiés et donc des aides fournies ».

## Congrès
1er Congrès (1973)
2e Congrès (1974)
3e Congrès (1976)
4e Congrès (1978)
5e Congrès (1982)
6e Congrès (1985)
7e Congrès (1989)
8e Congrès (1991)
9e Congrès (1995)
10e Congrès (1999)
11e Congrès (2003)
12e Congrès (2007)
13e Congrès (2011)
14e Congrès (2015)
Congrès extraordinaire (2016)
15e Congrès (2019)
16e congrès (2023)

## Secrétaires généraux
- 1973 - 1976 : El-Ouali Moustapha Sayed
- 1976 - 2016 : Mohamed Abdelaziz
- Depuis 2016 : Brahim Ghali

## Transfert d’enfants à Cuba
À partir de 1976, des enfants sont transférés à Cuba pour y être éduqués[source insuffisante].

## Filmographie
- 1976: Sahara occidental, indépendance ou génocide ? de Bruno Muel, Théo Robichet et Miguel Ibarrondo
- 1977: Nous aurons toute la mort pour dormir de Med Hondo
- 1977: Le Sahara n'est pas à vendre de Jocelyne Saab